# الإيديولوجيا العربية المعاصرة
الإيديولوجيا العربية المعاصرة كتاب للمفكر و المؤرخ و الروائي عبد الله العروي، اعْتُبِر محاولة جريئة   لإنجاز عملية تاريخ للتيارات الإيديولوجية في الفكر العربي منذ عهد النهضة الى اليوم ، و هو واحد من أهم مؤلفاته و شكل أعلانا عن الخيط الناظم لمشروعه الفكري. و الكتاب أيضا بحث للجهاز الذهني للمفكرين العرب عموما.
و ما أملى كتابته حسب الكتاب التعثر الواضح على المستوى السياسي و الثقافي بعد استقلال الدول العربية .و تمحيص الدعوات الإصلاحية و الانقاذية التي عرفتها.

## ترجمة الكتاب
صدرت الطبعة الأولى من الكتاب سنة 1967 باللغة الفرنسية عن دار “مسبيرو” الحسوبة على اليسار الفرنسي..، و تصدرت الطبعة الأولى مقدمة للمستشرق مكسيم رودنسون 
ثم صدرت الترجمة العربية الأولى عن دار الحقيقة للنشر ، و أنجزها المترجم اللبناني محمد عيتاني سنة 1970، و ظلت  هذه الترجمة معتمدة على نطاق واسع، و كتب عبد الله العروي مقدمتها ، كما ألحقت بالكتاب مقالة كتبها سنة 1967 رد فيها على بعض الانتقادات التي وجهت إلى كتابه في جريدة العلم المغربية، ورغم ظهور طبعة منقحة بالفرنسية سنة 1977 فإن الترجمة العربية لم تنقح ولم تصحح وصدرت عنها طبعة ثانية سنة 1977 وطبعة ثالثة سنة 1979 وكانت المرجع الذي يحيل إليه الباحثون والدارسون.
ثم أصدر المؤلف ترجمة جديدة سنة 1995 عن المركز الثقافي العربي وتضمنت مقدمة الترجمة الجديدة. مقطعان مهمان الأول حول الترجمة والتعريب أشار فيه إلى ما أعتور الترجمة الأولى من قصور وهنات وعدم الدقة في نقل المفاهيم الواردة في الكتاب مما أدى إلى سوء فهم المتلقي نتيجة لتغيير المعاني والصيغ، وتشويه لمضامين ومقاصد المؤلف ، و أحصى الكاتب مائة و خسمة و أربعون خطأ في الترجمة، كما كشف أن  الخطأ وصل في مواضع كثيرة من الترجمة الأولى إلى حدود قلب معنى النص، وأن المترجم لم يستوف المعنى في العديد من الجمل.

## محتويات الكتاب

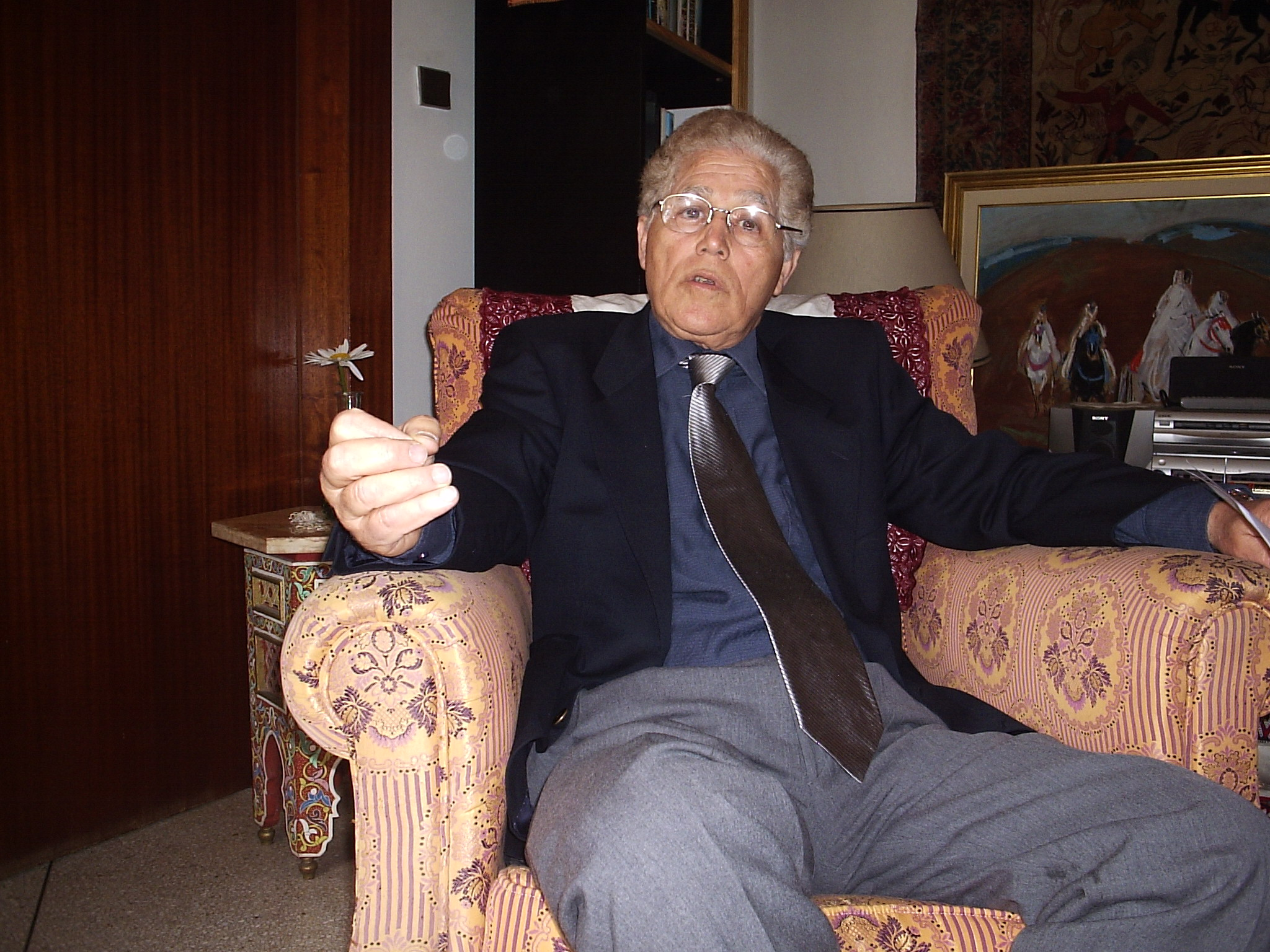
عبد الله العروي مؤلف كتاب الايديولوجيا العربية المعاصرة

كتاب "الأيديولوجيا العربية المعاصرة" للمفكر المغربي عبد الله العروي يعد من أبرز الدراسات الفكرية التي تناولت قضايا الهوية، الفكر، والتحديات التي تواجه العالم العربي في العصر الحديث. يتناول الكتاب العلاقة المعقدة بين الذات العربية والغرب، ويرصد محاولات العرب لفهم أنفسهم والواقع الذي يعيشونه، ضمن أطر أيديولوجية متغيرة ومتفاعلة مع المتغيرات التاريخية والسياسية.

#### المقدمة والمدخل
يفتح العروي كتابه بمقدمة تمهد لموضوع البحث في الأيديولوجيا العربية المعاصرة، مركزًا على مفهوم الهوية التي تبحث عن ذاتها بين الماضي والحاضر، متسائلًا عن علاقة العرب بأصالتهم الثقافية، وكيف أثرت العولمة والتاريخ الحديث على هذه العلاقة. تعتبر المقدمة مدخلاً يحدد الإشكاليات الكبرى التي سيعالجها الكتاب، مثل الصراع بين المحافظة والتجديد، وواقع الفكر العربي في مواجهة الحداثة.

#### العرب والأصالة: البحث عن الذات
في هذا الجزء يركز العروي على موضوع البحث عن الذات والأصالة، وهي مسألة مركزية في الفكر العربي المعاصر. يعرض ثلاث شخصيات رمزية تعكس تجارب مختلفة ومتباينة في مفهوم الأصالة والحداثة، ويفصل بين نوعين من الوعي: الوعي بالذات والوعي بالغرب. هذا التمييز يعكس التوتر الدائم بين التمسك بالهوية وبين الانفتاح على الآخر، ويدفع الكاتب للتساؤل عن إمكانية إيجاد توازن بينهما. كما يشير إلى أن البحث عن الذات لا يمكن أن يكون مجرد استرجاع للماضي، بل هو عملية إعادة تفسيره بما يتلاءم مع الواقع المعاصر.

#### العرب والاستمرار التاريخي: العرب يبحثون عن ماضيهم
يركز هذا الفصل على مفهوم التاريخ ودوره في تشكيل الهوية العربية، ويقدم العروي تقسيمًا للتاريخ إلى ثلاثة أنواع:
- التاريخ الاعتباري: حيث يقتصر النظر على التاريخ بوصفه مصدرًا للقيم والمواقف التي تحافظ على هوية الجماعة.
- التاريخ الأقنوم: وهو التعامل مع التاريخ كواقع موضوعي وحقائق ثابتة، بعيدًا عن التفسيرات والمواقف الذاتية.
- التاريخ الوضعي: يعالج التاريخ كعملية مستمرة ومتغيرة تتفاعل مع الظروف الاجتماعية والسياسية الراهنة.

هذا التقسيم يساعد على فهم كيف يعيد العرب صياغة ماضيهم لإثبات وجودهم والحفاظ على أصالتهم، وفي نفس الوقت كيف يمكن أن يكون التاريخ أداة للتحليل النقدي.

#### العرب والعقل الكوني
يتناول العروي في هذا الفصل المنهج الذي يجب أن يتبناه الفكر العربي لمواجهة تحديات العصر الحديث. يسأل: "أي منهج نتولى؟"، في إشارة إلى الخيارات المتاحة بين المنهج التقليدي القائم على الموروث الثقافي، والمنهج الوضعاني الذي يستند إلى الملاحظة العلمية والتجربة. يعرض كذلك مراجعة نقدية لأهم المدارس الفكرية، مثل الماركسية، ويقيم إمكانياتها وحدودها في السياق العربي. ويقترح الاتجاه نحو بناء عقل كوني يدمج بين التراث العربي والإسلامي والفكر العالمي المعاصر، مما يفتح آفاقًا جديدة للنهضة الثقافية.

#### العرب والتعبير عن الذات
يحلل العروي في هذا القسم أشكال التعبير الثقافي والفني التي تعكس الهوية العربية، ويناقش أهمية الفولكلور كمكون أساسي يعبر عن الذات الجماعية. ينتقل للحديث عن الأدب بمختلف أنواعه – الرواية، المسرح، والقصة القصيرة – باعتبارها فضاءات حيوية تعكس صراعات المجتمع والتجارب الفردية. ويطرح تساؤلات عن مدى فاعلية هذه الأشكال في التعبير عن الواقع والتأثير فيه، خاصة في ظل ظروف الرقابة والضغوط السياسية والاجتماعية. يسلط الضوء أيضًا على إشكالية صيغ التعبير، ومدى قدرتها على التغيير والتجديد في الفضاء الثقافي العربي.

## ملخص الكتاب
في مقدمة الكتاب يبرز الكاتب عيوب الترجمة العربية الأولى لكتابه و يعدد أخطاءها
كما يصحح و يفنذ العديد من الانتقادات التي طالت بعض مضامين كتابه و منها القول بانتصاره للماركسية و القومية العربية. فيوجه نقده للايديولوجيتين:

###### نقد الماركسية
يرى عبد الله العروي أنه متى تحققت المنفعة، واستوعب المجتمع المتخلف الذي يعتنق الماركسية أصول الفكر الحديث، تفقد الماركسية عندئذ جاذبيتها وتستنفذ صلاحيتها التاريخية.

###### نقد القومية
يقول صاحب الكتاب: فيما يتعلق بالدولة القومية، أذكر أني لم أهدف أبداً عند كتابة الأيديولوجيا» إلى الدفاع عن شرعيتها. وإبراز أوجه تفوقها على الأنماط السابقة عليها من دولة التنظيمات أو دولة الاستعمار أو دولة الاستقلال بل كنت أهدف قبل وفوق ذلك إلى إظهار أوجه النقص فيها، سيما في الشكل الذي تقمصته تحت قيادة جمال عبد الناصر.

###### التيارات الثلاثة الاساسية
يميز المؤلف ضمن الأيديولوجيا العربية المعاصرة ثلاثة تيارات أساسية. يفترض التيار الأول أن أم المشكلات تتعلق بالعقيدة الدينية، والثاني بالتنظيم السياسي، والثالث بالنشاط العلمي والصناعي.
ينتقد الكاتب أشكال الوعي التي يبثها من رمز إليهم ب: الشيخ و نموذجه محمد عبده و الزعيم اللبيرالي و نموجه لطفي السيد و دعاة التقنية و نموذجه سلامة موسى في مقاربتهم لتفوق الغرب
كما ينتقد النظرة التي يتمثلها الشيخ للغرب كونها تصدر عن المرجعيات الإستشراقية المبعدة أصلا عن محرك المجتمع الغربي.
و يوجه سهام النقد ايضا إلى لطفي السيد ممثل الليبرالية السياسية العربية كونه لم يتعلم مبادئ السياسة البرلمانية و الدستورية من مؤسسي الفكر السياسي الغربي الحديث أمثال جون لوك ومونتسكيو و لكن من ليبراليي القرن التاسع عشر
نفس الشيء حدث مع سلامة موسى ممثل دعاة التقنية الذي لم يستفد من تراث سان سيمون و الاقتصاديين الانجليز.
يستخف الغرب الذي تحركه البورجوازية بالنماذج الثلاثة دون إظهار ذلك .
ثم ينتقل الكاتب الى المغرب الاقصى متتبعا مسار الزعيم السياسي علال الفاسي و نظرته لتفوق الغرب حيث ينفي كون هذا التفوق مرده ديني كنسي.
و يحاجج الكاتب أن الثلاثي الشيخ و الزعيم السياسي و الداعية إلى التقنية هيمن على وعي المغاربة كما هيمن على وعي المشارقة.

## نقد
يُقرأ نص الإيديولوجيا العربية المعاصرة  ، باعتباره المقدمة الكبرى للأبحاث التي تستوعبها كتب المؤلفة اللاحقة بعده، نقصد بذلك العرب والفكر التاريخي (1973) و أزمة المثقفين العرب (1974)، وباقي أعماله الأخرى، حيث نعثر في مختلف أعمال المؤلف المتوصلة، على مواقف تروم الدفاع عن التاريخ والفكر التاريخي، وهو الخيار الثقافي والسياسي الذي تبناه العروي في مختلف أعماله الفكرية.
وقد تميز بجرأة نادرة في طرحه النظري، ضمن ما يمكن تسميته بالنقد الثقافي للتاريخ والسياسة والنماذج والأنماط الثقافية والأطر الذهنية الواعية واللاواعية التي تتحكم في مسارات الثقافات والمجتمعات

## اقتباسات
- نفتخر كثيراً بمشروع الخليفة المأمون عندما قرر تعريب التراث الفلسفي اليوناني، لكن قل ما نتعمق في المسألة ونبحث عن النتيجة النهائية.
- ثلثي، بل قل ثلاثة أرباع، النقد الأدلوجي يظهر عندنا في شكل نقد أدبي، أي يتخذ الرواية والقصة والمسرحية كوسيلة لترويج الأفكار السياسية والاجتماعية.
- لا إبداع حقاً بدون نقد سابق، أي دراسة وتذوق واستيعاب للآداب العالمية وليس للآداب العربية وحدها.
- وبما أن الغرب هو الذي يحدد كل مرة مجال المواجهة، هل نجاري ميلنا الطبيعي ونقول إنه يغوينا عن قصد مصراً على الظهور لنا في صور انسلخ عنها منذ عقود